# Ixodes euplecti
Ixodes euplecti är en fästingart som beskrevs av Joseph Charles Arthur 1958. Ixodes euplecti ingår i släktet Ixodes och familjen hårda fästingar. Inga underarter finns listade i Catalogue of Life.